# Петрич
Петрич (болг. Петрич) — місто в Болгарії. Знаходиться у Благоєвградській області. Є адміністративним центром однойменної громади Петрич.
Населення 31 650 осіб (2011). Петрич — другий за чисельністю населення місто в області, після Благоєвграда.
У місті перебуває одне із чотирьох архієрейських намісництв Неврокопської єпархії БПЦ.

## Географія
Розташований в Петріченській улоговині на південному заході Болгарії, неподалік від кордону з Грецією і Македонією, у північних схилів гір Беласиця. Біля міста тече річка Луда Мара, притока річки Струмешниці.

## Клімат
Висота над рівнем моря: 180–260 метрів, клімат перехідносередземноморський. Середня річна температура +13,9 °C, середня січнева температура +2,6 °C, середня температура в липні +25,6 °C. Середня кількість опадів — 670 мм, максимум взимку — 204 мм, а мінімум влітку — 103 мм. Зима майже безсніжна, а літо досить спекотне.

## Історія
За результатами археологічних розкопок в найближчих околицях, встановлено ряд стародавніх поселень фракійців.
До складу Першого Болгарського царства Петриченський край був приєднаний у 837 році в результаті війни хана Персіана з Візантією.

## Міста-побратими
- Істра, Росія
- Міовень, Румунія
- Струмиця, Північна Македонія
- Серрес, Греція